# Скерда болотная
Ске́рда боло́тная (лат. Crépis paludósa) — травянистое растение, вид рода Скерда семейства Сложноцветные (Compositae).
Обычный по всей Европе вид, встречающийся по влажноватым тенистым местам. Внешне сходен с некоторыми видами ястребинки, от которых отличается строением обёртки.

## Ботаническое описание

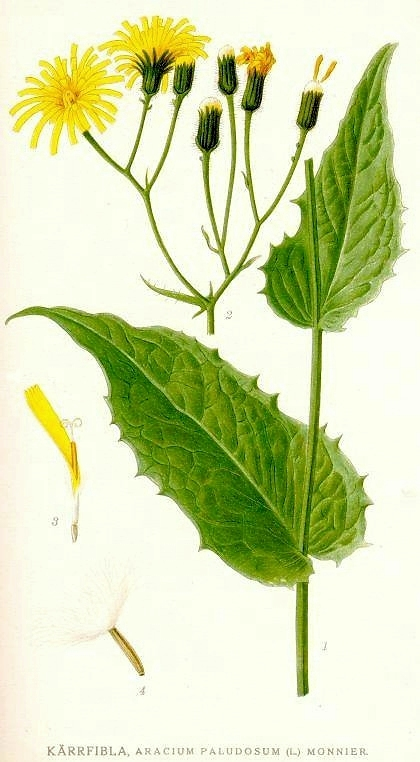

Многолетнее травянистое растение с коротким корневищем, с прямостоячим, в верхней части ветвящимся стеблем до 100—120 см высотой, продольно бороздчатым, в основании нередко красно-фиолетовым.
Листья обратноланцетные в очертании, с острой верхушкой, выемчато-зубчатые, тёмно-зелёные, голые. Прикорневые и нижние стеблевые листья 8—28×3—6 см, суженные в крылатый черешок, стеблевые нередко сидячие; средние стеблевые листья от ланцетных до яйцевидных, со стреловидным стеблеобъемлющим основанием; верхние листья линейные.
Корзинки собраны в щитковидное общее соцветие, в числе до 25. Обёртка 3—10 мм в поперечнике и 9—12 мм длиной, листочки её острые, линейно-ланцетные, вместе с цветоножками покрыты черноватыми железистыми волосками; листочки внешнего ряда в несколько раз короче внутренних. Все цветки язычковые, жёлтые.
Семянки бледно-жёлтые, с 10 продольными рёбрами, цилиндрические. Хохолок светло-жёлтый.

## Распространение
Широко распространённое в Европе и Западной Сибири, встречающееся в лесах, по окраинам болот, по берегам озёр и рек.

## Значение и применение
По наблюдениям  Печоро-Илычском заповеднике поедается европейским лосём (Alces alces Linnaeus).

## Классификация

### Таксономия[3]
Crepis paludosa Moench, 1794, Methodus : 535
Вид Скерда болотная относится к роду Скерда (Crepis) семейства Астровые (Asteraceae) порядка Астроцветные (Asterales). Кладограмма в соответствии с Системой APG IV:
|  |                                      |  |                                   |                                   |                    |  | ещё 10 семейств | ещё 10 семейств |                 |  |  |  | еще 242 подтвержденных и 191 в статусе "непроверенных" видов и инфравидовых таксонов |
|  |                                      |  |                                   |                                   |                    |  | ещё 10 семейств | ещё 10 семейств |                 |  |  |  | еще 242 подтвержденных и 191 в статусе "непроверенных" видов и инфравидовых таксонов |
|  |                                      |  |                                   | порядок Астроцветные              |                    |  |                 |                 | род Скерда      |  |  |  |                                                                                      |
|  |                                      |  |                                   | порядок Астроцветные              |                    |  |                 |                 | род Скерда      |  |  |  |                                                                                      |
|  | отдел Цветковые, или Покрытосеменные |  |                                   |                                   | семейство Астровые |  |                 |                 | Скерда болотная |  |  |  |                                                                                      |
|  | отдел Цветковые, или Покрытосеменные |  |                                   |                                   | семейство Астровые |  |                 |                 |                 |  |  |  |                                                                                      |
|  |                                      |  | ещё 63 порядка цветковых растений | ещё 63 порядка цветковых растений |                    |  |                 | ещё 1804 рода   | ещё 1804 рода   |  |  |  |                                                                                      |
|  |                                      |  |                                   | ещё 63 порядка цветковых растений |                    |  |                 |                 | ещё 1804 рода   |  |  |  |                                                                                      |

### Синонимы
- Aracium attenuatum  Domin
- Aracium paludosum  (L.) Dulac
- Aracium paludosum  Monnier
- Barkhausia paludosa  Baumg. ex DC.
- Crepis paludosa var. brachyotus  Čelak.
- Crepis paludosa var. paludosa
- Crepis rumicifolia  Boiss. & Balansa ex Boiss.
- Geracium paludosum  Rchb.
- Geracium paludosum var. alpinum  Schur
- Geracium paludosum var. montanum  Schur
- Geracium paludosum var. paludosum
- Hapalostephium paludosum  D.Don
- Hieracium acuminatum  Vuk.
- Hieracium paludosum  L.
- Hieracium paniculatum  Gilib.
- Limnocrepis paludosa  Fourr.
- Soyeria paludosa  Godr.